# Antares (estágio de foguete)

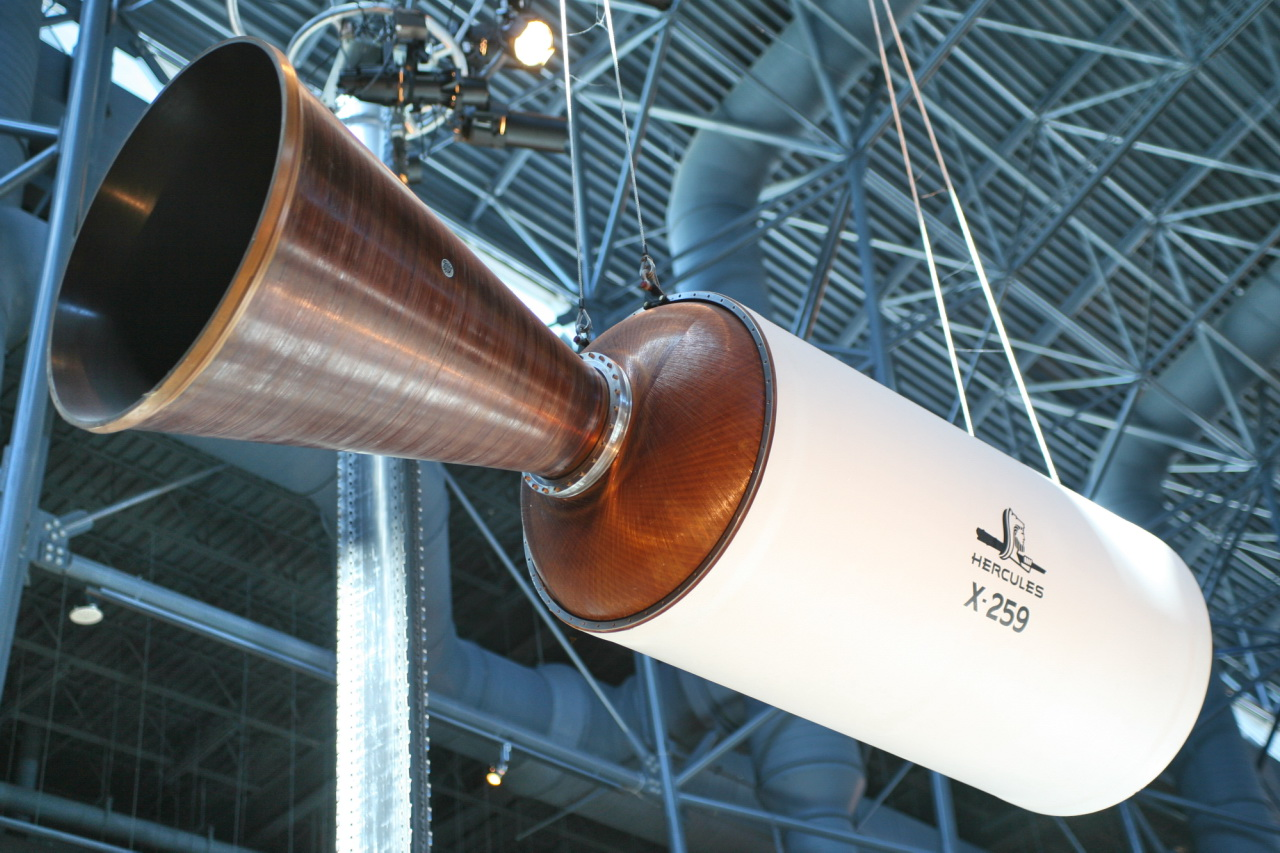
Um estágio Antares sendo transportado na linha de montagem.

O Antares, foi um estágio de foguete movido a combustível sólido, com invólucro (envelope) de 
fibra de vidro, inicialmente desenvolvido para ser o terceiro estágio dos foguetes da família Scout.
Ele foi fabricado pelo Allegany Ballistics Laboratory (ABL), na época operado pela Hercules Powder Company, 
usando o motor X-259 que gerava 93,1 kN de empuxo, este fabricado pela Thiokol.